# Huia (Nova Zelândia)

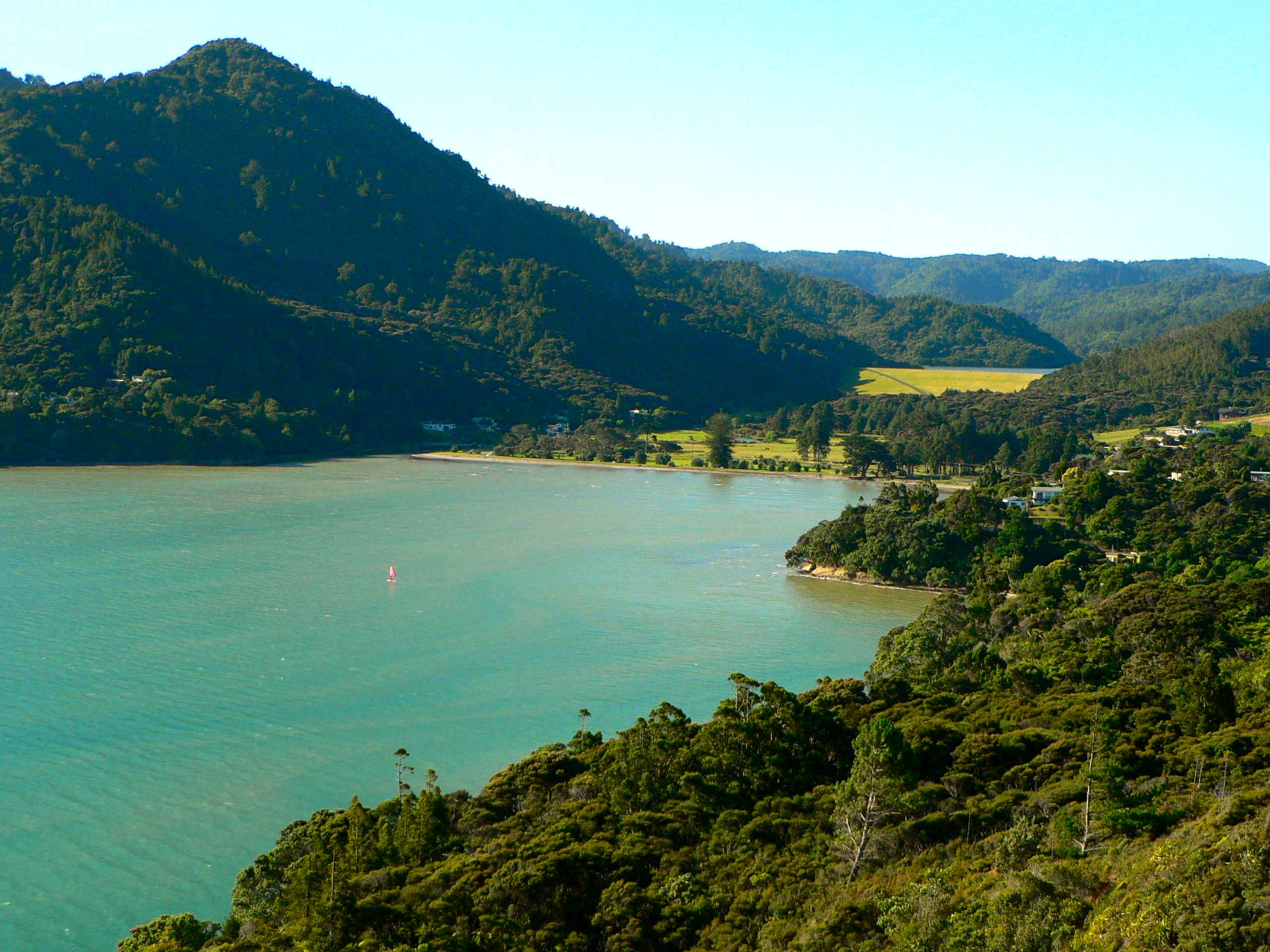

Huia é um subúrbio de Auckland, Nova Zelândia. Huia era anteriormente conhecido como Te Huia pois acredita-se que foi batizada em homenagem a um chefe maori homônimo.
A maioria das casas em Huia estão localizadas ao longo da Huia Road, que margeia a baía Huia.